# Gerichtsbezirk Frohnleiten

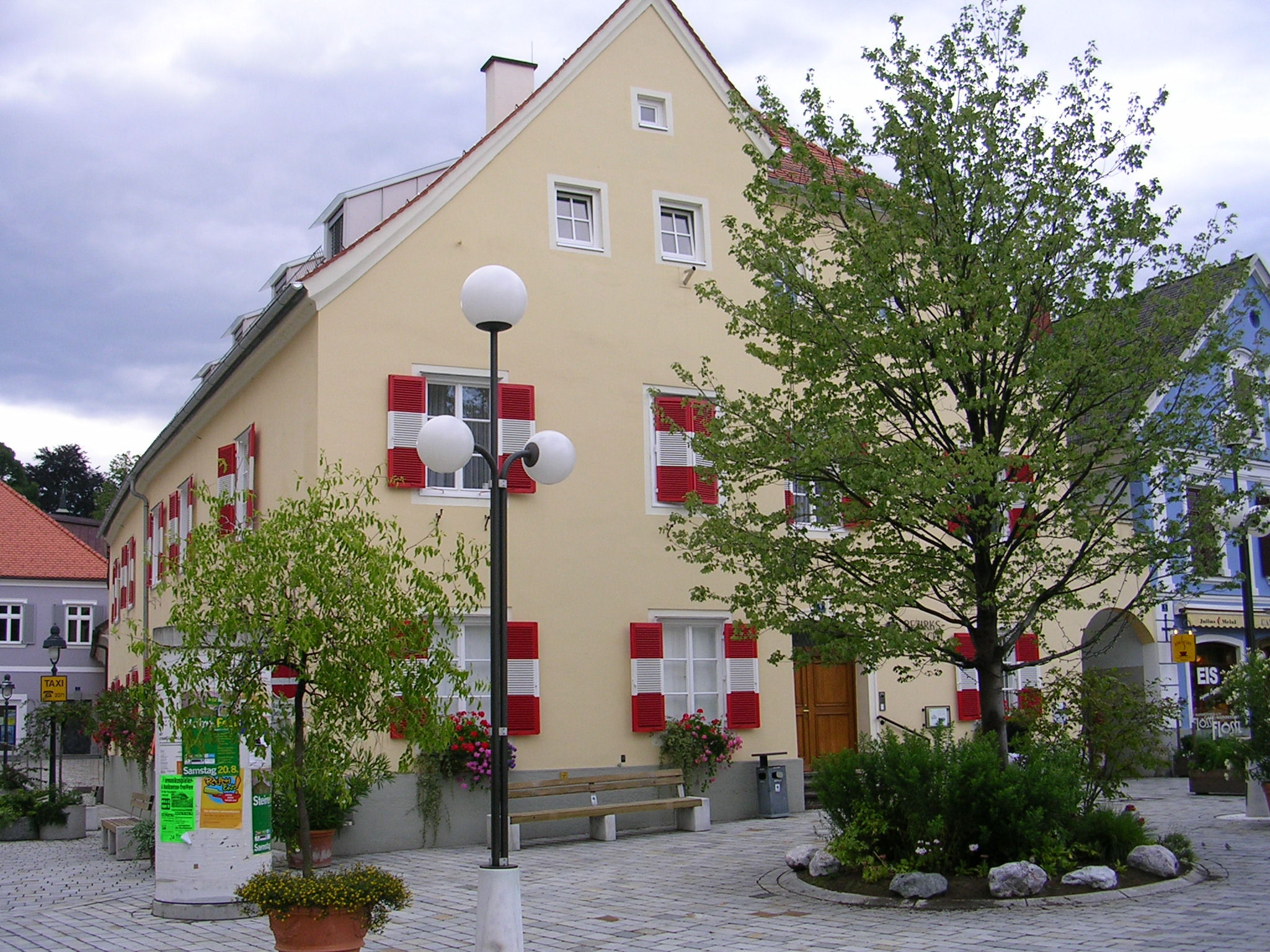
Bezirksgericht Frohnleiten

Der Gerichtsbezirk Frohnleiten war ein dem Bezirksgericht Frohnleiten unterstehender Gerichtsbezirk im Bundesland Steiermark. Er lag im Norden des Bezirks Graz-Umgebung.

## Geschichte
Der Gerichtsbezirk Frohnleiten wurde durch eine 1849 beschlossene Kundmachung der Landes-Gerichts-Einführungs-Kommission geschaffen und umfasste 13 „neue Ortsgemeinden“ (in Reihenfolge der Nennung; in Klammer die enthaltenen 35 Gemeinden, „1“= wie die Ortsgem.):
1. Frohnleiten (1)
2. Rothleiten (1, Adriach, Gams, Hofamt, Laufnitzdorf, Laufnitzgraben, Gamsgraben)
3. Röthelstein (1)
4. Mauritzen (1, Pfannstein, Laas, Wannerdorf)
5. Schrems (1, Gschwendt)
6. Tyrnau
7. Peggau (1, Friesach (Pfarre Feistritz))
8. Semriach (1, Markterviertl, Schönegg, Rechberg)
9. Feistritz (1, Waldstein, Kleinstübing, Königgraben, Prenning; Stübinggraben, Pfarre Feistritz)
10. Uebelbach (1, Kleinthal, Neuhof)
11. Stübinggraben, Pfarre Uebelbach (1)
12. Windhof (1)
13. Tulvitz (Tulvitzdorf, Tulvitzviertel)

Der Gerichtsbezirk Frohnleiten bildete im Zuge der Trennung der politischen von der judikativen Verwaltung
ab 1868 gemeinsam mit den Gerichtsbezirken Graz Umgebung und Voitsberg den Bezirk Graz-Umgebung.
Nachdem durch eine kaiserliche Entschließung der Gerichtsbezirk Voitsberg per 1. Oktober 1891 vom Bezirk Graz-Umgebung abgetrennt worden war, verblieben nur noch die Gerichtsbezirke Frohnleiten und Graz-Umgebung beim Bezirk Graz-Umgebung.
Nach dem Anschluss Österreichs 1939 wurde das Gericht in Amtsgericht Frohnleiten umbenannt und war nun dem Landgericht Graz nachgeordnet. 1945 erhielt es wieder den Namen Bezirksgericht.
Der Gerichtsbezirk Frohnleiten blieb bis zum Beginn des 21. Jahrhunderts unverändert. Erst durch die Neuordnung der Gerichtsbezirke Graz und Graz-Umgebung übernahm der Gerichtsbezirk Frohnleiten zusätzlich die acht Gemeinden Eisbach, Gratkorn, Gratwein, Gschnaidt, Judendorf-Straßengel, Sankt Bartholomä, Sankt Oswald bei Plankenwarth und Stiwoll vom Gerichtsbezirk Graz Umgebung, wodurch sich die Größe des Gerichtsbezirkes von 408,51 km² (1991)
auf 566,69 km² vergrößerte.
Mit dem 1. Juli 2013 wurde der Gerichtsbezirk aufgelöst und die Gemeinden wurden dem Gerichtsbezirk Graz-West zugewiesen.

## Gerichtssprengel
Der Gerichtssprengel umfasste mit den 18 Gemeinden Deutschfeistritz, Eisbach, Frohnleiten, Gratkorn, Gratwein, Großstübing, Gschnaidt, Judendorf-Straßengel, Peggau, Röthelstein, Sankt Bartholomä, Sankt Oswald bei Plankenwarth, Schrems bei Frohnleiten, Semriach, Stiwoll, Tulwitz, Tyrnau, Übelbach den nordwestlichen Teil des Bezirks Graz-Umgebung.